# صامويل يوهو
صامويل يوهو (بالفرنسية: Samuel Yohou) (6 أغسطس 1991 بفيلبانت في فرنسا - ) هو لاعب كرة قدم فرنسي في مركز الدفاع. لعب مع نادي باريس.

## روابط خارجية
- صامويل يوهو على موقع اتحاد تركيا (لاعب) (الإنجليزية)
- صامويل يوهو على موقع قاعدة بيانات كرة القدم.إي يو (الإنجليزية)
- صامويل يوهو على موقع Soccerway.com (الإنجليزية)